# Dzień Ryby
Dzień Ryby – organizowany 20 grudnia (od 2003) w Polsce przez Stowarzyszenie Empatia i Fundację Viva!
W dniu tym podczas akcji ulicznych zorganizowanych w polskich miastach uczestnicy próbują przekonać społeczeństwo, że ryby nie są przedmiotami i czują ból. Protesty często mają formę marszów milczenia lub happeningów, nie zachęca się natomiast – w odróżnieniu od Klubu Gaja – do wypuszczania ryb na wolność. Data obchodzenia tego dnia w okolicach Wigilii ma nakłonić do zastanowienia się nad niehumanitarnym traktowaniem żywych karpi w punktach sprzedaży.